# Lake Ka-Ho (Illinois)
Lake Ka-Ho es una villa del condado de Macoupin, Illinois, Estados Unidos. Tiene una población estimada, a mediados de 2022, de 195 habitantes.

## Geografía
Está ubicada en las coordenadas 39°05′49″N 89°44′46″O / 39.09694, -89.74611 (39.096967, -89.746136). Según la Oficina del Censo, tiene una superficie total de 0.83 km², de los cuales 0.73 km² corresponden a tierra firme y 0.10 km² están cubiertos de agua.

## Demografía
Según el censo de 2020, en ese momento había 194 personas residiendo en la zona. La densidad de población era de 265.75 hab./km². El 91.75% de los habitantes eran blancos, el 0.52% era amerindio y el 7.73% eran de una mezcla de razas. Del total de la población, el 4.12% eran hispanos o latinos de cualquier raza.